# Stojka
Stojka je žensko osebno ime.

## Izvor imena
Ime Stojka je različica ženskega osebnega imena Stojanka.

## Pogostost imena
Po podatkih Statističnega urada Republike Slovenije je bilo na dan 31. decembra 2007 v Sloveniji število ženskih oseb z imenom Stojka: 23.

## Osebni praznik
Koledarsko je ime Stojka uvrščeno k imenu Stojanka.